# Hyllisia albifrons
Hyllisia albifrons är en skalbaggsart som beskrevs av Stefan von Breuning 1955. Hyllisia albifrons ingår i släktet Hyllisia och familjen långhorningar. Inga underarter finns listade i Catalogue of Life.